# Synallaxis zimmeri
A Synallaxis zimmeri a madarak (Aves) osztályának verébalakúak (Passeriformes) rendjébe és a fazekasmadár-félék (Tyrannidae) családjába tartozó faj.

## Rendszerezése
A fajt Maria Koepcke német ornitológus írta le 1957-ben.

## Alfajai
- Synallaxis stictothorax chinchipensis Chapman, 1925
- Synallaxis stictothorax maculata Lawrence, 1872
- Synallaxis stictothorax stictothorax P. L. Sclater, 1859[2]

## Előfordulása
Dél-Amerikában az Andok-hegységben, Peru területén honos. Természetes élőhelyei a szubtrópusi vagy trópusi száraz erdők és magaslati cserjések. Állandó, nem vonuló faj.

## Megjelenése
Testhossza 12 centiméter, testtömege 11-14 gramm.

## Életmódja
Főleg ízeltlábúakkal táplálkozik, de fogyaszt növényi anyagokat is.

## Természetvédelmi helyzete
Az elterjedési területe kicsi, egyedszáma pedig csökken. A Természetvédelmi Világszövetség Vörös listáján sebezhető fajként szerepel.